# Monby
Monby (äldre namnform: Månby, finska: Monninkylä) är en tätort (finska: taajama) i Askola kommun i landskapet Nyland i Finland. Vid tätortsavgränsningen den 31 december 2021 hade Monby 1 443 invånare och omfattade en landareal av 5,99 kvadratkilometer.
Stamväg 55 mellan Borgå och Mäntsälä går igenom orten.